# Ana de Pomerania

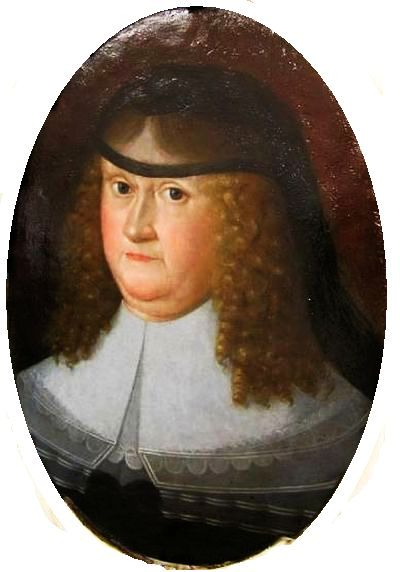
Ana de Pomerania

Ana de Pomerania (también conocida como Anne de Croy et Aerschot, Anna von Croy und Aerschot, Anna von Pommern) (3 de octubre de 1590, Barth-7 de julio de 1660, Stolp) fue Duquesa consorte de Croy y Havré, y heredera alodial de la extinta casa ducal de Pomerania.
Era la hija menor del Duque Bogislao XIII de Pomerania y de la Princesa Klara de Brunswick-Luneburgo. Fue el último miembro superviviente de la Casa del Grifo (Greifen).
En 1619 se casó con Ernst von Croÿ (1588-1620), príncipe y duque de Croÿ (1583-1620), general imperial, aunque moriría al año siguiente. Ernst era el hijo de Charles Philippe de Croÿ (1549-1613), que era el único hijo de Philippe II de Croÿ con su segunda esposa, Ana de Lorena.
Su hijo, Ernst Bogislaw von Croy (1620-1684), se convirtió en el último obispo luterano del obispado de Kammin (ahora Kamień Pomorski).